# Reyer Venezia 1989-1990
Questa voce raccoglie le informazioni riguardanti la Reyer Venezia nelle competizioni ufficiali della stagione 1989-1990.

## Stagione
La Reyer Venezia con sponsor Hitachi conclude il campionato regolare di serie A2 finendo all'8º posto su 16 squadre. Entra nei play out promozione girone verde ma finisce al sesto posto che la fa restare in A2. Questo fu l'ultimo campionato giocato al Palazzetto dell'Arsenale.

## Roster
- Franco Binotto
- Ratko Radovanovic
- Stefano Teso
- Franco Rossi
- Paolo Pressacco
- Sergio Mastroianni
- Sebastiano Marascalchi
- Fabio Marzinotto
- Jeff Lamp
- Andrea Gollessi
- Fabrizio Valente[1]
- Allenatore: Marco Calamai[2]
- Vice allenatore: